# La batalla del agua pesada
La batalla del agua pesada es una película franco-noruega dirigida por Jean Dréville y estrenada en 1948.

## Sinopsis
La historia relata una misión de sabotaje en 1943, contra la fábrica que destilaba el agua pesada para la Alemania nazi, en la Noruega ocupada, durante la Segunda Guerra Mundial.
La primera parte de la película está centrada sobre las investigaciones de física nuclear del equipo del Colegio de Francia reunida en torno a Frédéric Joliot-Curie (que se interpreta a sí mismo en la película) y de la recuperación en los meses que preceden a la declaración de la Segunda Guerra Mundial de los stocks de agua pesada (Óxido de deuterio, un moderador de neutrones imprescindible para realizar una pila atómica) de la fábrica noruega (Norsk Hydro) de Vemork por un oficial de los servicios secretos de Francia , dirigido por el ministro de la Industria Raoul Dautry (también interpretándose a sí mismo). 
A pesar de la acción de los servicios secretos alemanes y el abordaje ilegal por la Luftwaffe de un avión de línea, el oficial francés logra llegar a Escocia, y después a Francia con el agua pesada, delante de las narices de los nazis.
La continuación de la película, después de la derrota francesa de junio de 1940 (y la evacuación en Londres del agua pesada y de los físicos del equipo Joliot Curie) trata de las audaces acciones de comando de la resistencia noruega para sabotear la producción del agua pesada en Vemork, bajo el mando del SOE británico y del físico y resistente noruego Leif Tronstad.
Desplazándose en esquíes en las montañas del Telemark, viviendo en bosques en condiciones difíciles (nieve, frío, persecución despiadada de los radionometristas de la Gestapo y de los Alpenjäger alemanes), los saboteadores noruegos llegan finalmente a la compleja planta de electrólisis que produce a cuentagotas la inestimable agua pesada (óxido de deuterio, isótopo del hidrógeno) (Operación Swallow), después en las últimas fases de la guerra, mientras que los alemanes intentan evacuar el stock de agua pesada y el material sensible, la resistencia, con ayuda británica, detonó con bombas de tiempo las cámaras de hidrólisis, destruyéndolas y al mismo tiempo generando daños colaterales en las vías férreas, entre la tripulación, los pasajeros y los guardias alemanes de los vagones (Operación Gunnerside).
Mezclando imágenes de archivo y reconstrucción de los hechos por los mismos protagonistas, esta película en blanco y negro es muy cercana a los eventos reales, prácticamente desprovista de efectos espectaculares y de pathos heroico, a diferencia de la película a color Holywoodiense de 1965 los héroes de Telemark dirigida por Anthony Mann que trata del mismo episodio de la guerra.

## Ficha técnica
- Título: La Batalla del agua pesada
- Realización: Jean Dréville con la colaboración de Titus Vibe-Müller
- Asistiendo-realizador: Yves Ciampi
- Cooperación técnica: Jean Epstein
- Guion: Jean Dréville, Jean Martin
- Comentario: Jean Martin, Pierre Laroche y Arild Feldborg
- Fotografía: Hilding Bladle y Marcel Weiss
- Monteur: Jean Feyte
- Música: Günnar Sønstevold
- Sociedad de producción: El Trident (París) y Hero Películas (Oslo)
- País de origen:  Francia,  Noruega
- Formato: Negro y blanco -  35 mm
- Duración: 96 minutos
- Fecha: 13 de febrero de 1948 en Francia

## Reparto
| - Frédéric Joliot-Curie - Lew Kowarski - Raoul Dautry - Jens Anton Poulsson - Johannes Eckhoff - Arne Kjelstrup - Claus Helberg - Henki Kolstad - Claus Wiese - Knut Haukelid - Fredrik Kayser - Hans Storhaug - Odd Rohde - Torstein Skinnarland | - Rolf Sørlie - Knut Ligar-Hansen - Folkman Schaanning - H.H. Halban - Stevelin Urdahl - Harald Schwenzen - Alf Nøkle - Einar Vaage - Finn Bernhoft - Ola Hansen - Tarald Haugen - David Knudsen - Thorleif Reiss |

## Sobre la película
- La película alterna imágenes de archivo y escenas reconstruidas.
- Actúan las mismas personas involucradas en los eventos relatados, «salvo dos comediantes profesionales en sustitución de un miembro del comando que estaba fallecido y de otro que se negó a participar en el rodaje[1]». Actúan por ejemplo en su propio rol los físicos Frédéric Joliot, Hans von Halban y Lew Kowarski.
- El guion de la película está basado en un reportaje de Jean Marin: «Porqué Alemania no ha fabricado la bomba atómica», publicado en France Ilustración el 13 y 20 de abril de 1946.[1] Es también el periodista que firma el comentario y la cama en la película de su voz conocida de los Franceses porque « estaba resultado editorialista del programa Los Franceses hablan a los Franceses durante la guerra ».[1]